# 錦竜水

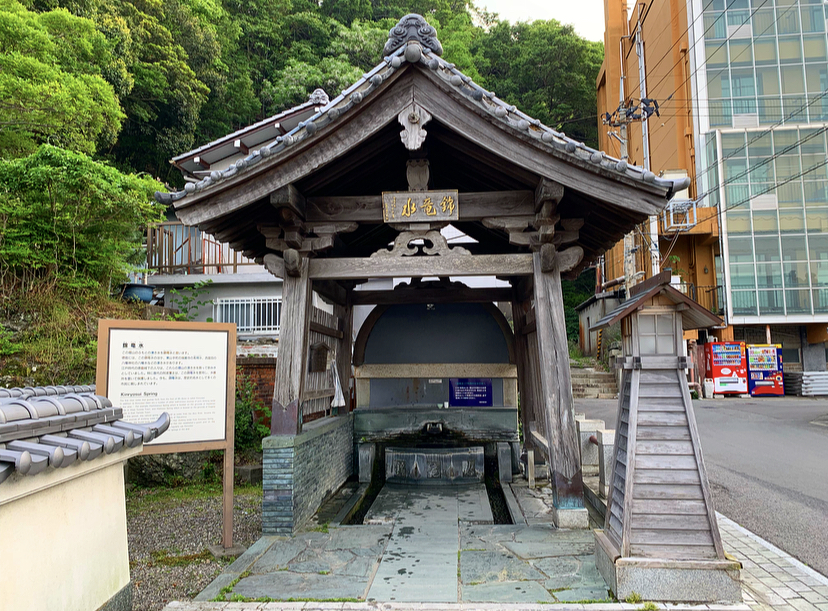
錦竜水

錦竜水（きんりょうすい）は、徳島県徳島市寺町の眉山麓にある湧水。眉山湧水群のひとつ。とくしま水紀行50選選定。とくしま市民遺産選定。

## 概要
寺院が建ち並ぶ眉山麓の寺町一角にあり、硬度が高くミネラル分に富み、カルシウムイオンやマグネシウムイオンなどを多く含むのが特徴である。
江戸時代の徳島城下（阿波国）の人々は、この湧水を購入して飲み水としていた。また、歴代の徳島藩主（蜂須賀氏）は、この錦竜水を愛用し、水番所を置いて保護した。
1976年（昭和51年）ごろ水脈が途絶えたが、その後「名水阿波錦竜水保存会」により復旧工事がなされ、1987年（昭和62年）8月に蘇った。現在も歴史的名水として市民に慕われている。
この錦竜水を利用して徳島県阿波市にある太閤酒造場が酒を製造しているほか、「滝の焼餅」という名産品にも利用されている。
1990年（平成2年）に「名水阿波錦竜水」として手づくり郷土賞（生活を支える自然の水）を受賞した。	

## 交通
- JR「徳島駅」より徒歩で約10分。
- 徳島自動車道「徳島インターチェンジ」より車で約15分。